# Iodide
Ion iod hay iodide là ion I−
. Các hợp chất với iod trong hợp chất có số oxy hóa -1 được gọi là ion iod. Trong cuộc sống hàng ngày, ion iod thường gặp nhất như một thành phần của muối iod. Trên toàn thế giới, sự thiếu hụt iod ảnh hưởng tới 2 tỷ người và là nguyên nhân hàng đầu có thể ngăn ngừa được tình trạng bướu cổ và khuyết tật về trí tuệ.

## Cấu trúc và đặc điểm của ion iod
Ion iod là một trong những anion lớn nhất. Nó có bán kính khoảng 206 pm. Để so sánh, ion halogen nhẹ hơn đáng kể là ion brom (196 pm), ion chlor (181 pm), và ion fluor (133 pm). Một phần do kích cỡ của nó, ion iod hình thành các liên kết tương đối yếu với hầu hết các yếu tố.
Hầu hết muối iod đều hòa tan trong nước, nhưng ít hơn so với các chlor và brom có liên quan. Iod, có kích thước lớn, kém hydrophilic so với các anion nhỏ hơn. Một hệ quả của điều này là natri iodide hòa tan trong aceton, trong khi natri chloride thì không. Độ tan tan của bạc iodide và chì iodide phản ảnh đặc tính đồng hóa trị của các iodide kim loại này. Một thử nghiệm cho sự có mặt của ion iod là sự hình thành các chất kết tủa màu vàng của các hợp chất này khi xử lý một dung dịch bạc nitrat hoặc chì(II) nitrate.
Các dung dịch nước của muối iod hòa tan iod tốt hơn nước tinh khiết. Hiệu ứng này là do sự hình thành của ion triiodide, nó có màu nâu:
I− + I2 ⇌ I−
3

### Tính chất oxy hóa - khử
Muối iod là chất khử nhẹ và nhiều chất phản ứng với oxy để tạo iod. Chất khử là một thuật ngữ hóa học cho một chất chống oxy hoá. Tính chất chống oxy hoá của nó có thể được thể hiện qua phương trình sau:
I− ⇌ 1⁄2 I2 + e−      E° = −0.54 V (so với SHE)
Vì ion iod bị oxy hóa dễ dàng nên một số enzim có thể biến nó thành các chất iod hóa điện phân, như chất tham gia cho việc tổng hợp vô số các sản phẩm tự nhiên chứa iod. Ion iod có thể hoạt động như một chất nhường electron có thể phá huỷ các loại oxy phản ứng như sau: 
Hydro peroxid:
2 I− + peroxidase + H2O2 + tyrosin, histidin, lipid, etc. → hợp chất iod + H2O + 2 e− (chất chống oxy hóa).

## Một số chất phổ biến
| Hợp chất                                | Công thức       | Nhận biết                 | Sử dụng                                  |
| --------------------------------------- | --------------- | ------------------------- | ---------------------------------------- |
| Kali iodide                             | KI              | Tinh thể màu trắng        | Trộn vào muối ăn làm muối iod            |
| Hydro iodide                            | HI              | Khí không màu             | Acid mạnh                                |
| Bạc iodide                              | AgI             | Chất rắn có màu vàng nhạt | Thành phần của phim ảnh bạc              |
| Thyroxin (3,5,3′,5′-tetraiodothyronine) | C 15H 11I 4NO 4 | Chất rắn màu vàng nhạt    | Hormone thiết yếu cho sức khoẻ con người |